# Tatikios
Tatikios (Taticius, Tatizius, Tatitius, Tatic, oder Tetig) war ein byzantinischer General unter Alexios I. Komnenos. 

## Leben
Sein Vater war ein Türke, den Alexios’ Vater Johannes Komnenos gefangen genommen hatte und der im kaiserlichen Haushalt als Sklave diente. Tatikios und Alexios wuchsen gemeinsam auf, der Araber wird daher als Alexios’ oikogenes bezeichnet, das heißt „aus dem gleichen Haus“.
1078, Alexios war noch nicht Kaiser, begleitete Tatikios ihn in eine Schlacht gegen seinen Rivalen Basilakios und entdeckte dessen Pläne für einen Hinterhalt. Als Alexios 1081 Kaiser wurde, erhielt er das Amt des magnus primicerius des kaiserlichen Haushalts. Später im selben Jahr kommandierte er eine seldschukische oder petschenegische Söldnertruppe aus Ohrid in der Schlacht von Dyrrhachion gegen Robert Guiskard.
1086 wurde er nach Nikaia geschickt, um es von den Seldschuken zurückzuerobern, war aber gezwungen abzuziehen, als er erfuhr, dass seldschukische Entsatzkräfte auf dem Weg seien. Alexios schickte ihn zurück mit Flottenunterstützung unter Manuel Boutoumites; es gelang ihm aber nicht, die Stadt zu erobern, obwohl er Abu’l Qasim, den Statthalter Nicäas, in Bithynien schlagen konnte. Am Jahresende wurde er zurückgerufen und gegen die Petschenegen geschickt, die einen manichäischen Aufstand bei Philippopolis unterstützten. 1087 kommandierte er in der Schlacht von Drista gegen die Petschenegen den byzantinischen rechten Flügel, 1090 schlug er eine kleine Truppe von 300 Petschenegen, als er das Archontopouloi tagma gegen sie führte.
Anfang 1094, als Bewacher von Alexios Zelt in Pentegostis, entdeckte er die Verschwörung des Nikephoros Diogenes, des Sohnes des früheren Kaisers Romanos IV. Diogenes. Nikephoros war ein alter Freund von Alexios und Tatikios, und Alexios hatte Skrupel, ihn zu bestrafen. Da aber deutlich war, dass Nikephoros den Thron anstrebte, wurde er verbannt und schließlich geblendet. Später im selben Jahr war er vermutlich mit Sicherheitsaufgaben bei der Synode von Blachernae betraut, in der der Bischof Leo von Chalcedon verurteilt wurde.
1095 begleitete Tatikios Alexios auf dem Feldzug gegen die Kumanen. 1096 verteidigte er Konstantinopel gegen die Kreuzfahrer, die die Stadt nach ihrer Ankunft attackierten. 1097 sandte Alexios ihn mit Tzitas und 2000 Peltasten nach Nikaia, um die Belagerung Nikaias durch die Kreuzfahrer zu unterstützen. Der Chronist Albert von Aachen schreibt, er sei ein Vermittler zwischen den Türken und den Kreuzfahrern gewesen, die glaubhaftere Anna Komnena berichtet hingegen, dass er gemeinsam mit Boutoumites die Übergabe der Stadt an die Byzantiner ohne Wissen der Kreuzfahrer verhandelte, was einen tiefen Graben zwischen den Lateinern und den Griechen erzeugte.
Tatikios wurde anschließend beauftragt, die Kreuzfahrer durch Anatolien zu begleiten, als Führer und um sicherzustellen, dass jede Eroberung absprachegemäß an die Byzantiner weitergeben würde. Nach dem Aufbruch in Nikaia teilten sich die Kreuzfahrer in zwei Gruppen auf. Tatikios begleitete die Normannen unter Guiskards Sohn Bohemund von Tarent, dessen Neffe Tankred und Robert von der Normandie, und Flamen unter Robert II. von Flandern. Die Gesta Francorum berichtet, dass er die Kreuzfahrer häufig vor der Wildheit der Türken gewarnt habe.
Während der Belagerung Antiochias wies er – laut Raimund von Aguilers – die Kreuzfahrer an, vor dem Angriff auf die Stadt das Umland zu erobern, was sie vor einer Hungersnot bewahren sollte; der Rat wurde jedoch ignoriert. Im Februar 1098 verließ er die Belagerung, weil – so Anna Komnena, die ihn vermutlich nach seiner Rückkehr persönlich sprechen konnte – Bohemund ihn informiert habe, dass die anderen Kreuzritter ihm misstrauten und sein Leben bedrohten. Andererseits streute Bohemund das Gerücht, Tatikios sei ein Feigling und Verräter, sei vom Kriegsschauplatz geflohen ohne die Absicht zu haben zurückzukehren, entgegen seinen Versprechen, aus Konstantinopel Verstärkung zu holen – so der Bericht in den zeitgenössischen Chroniken der Kreuzfahrer, die ihn als Feind und Lügner bezeichnen (periurio manet et manebit, nach der Gesta Francorum), während Anna vielleicht durch ihre Vorurteile gegen Bohemund, einem langjährigen Feind ihres Vaters, beeinflusst ist.
Im April 1099 wurden Tatikios und der normannische Söldner Landulf zu Admiralen ernannt und damit beauftragt, eine Flotte aus Konstantinopel gegen die Flotte Pisas zu führen, die auf dem Weg war, den Kreuzfahrern zu helfen, aber die Küsten des Reiches plünderte. Diese Flotte, ausgestattet mit Griechischem Feuer, hielt sich an den Küsten Kilikiens und Syriens auf, und kam dabei später in Konflikt mit den Pisanern und den Genuesern.
Die Kreuzfahrerchroniken erwähnen, dass Tatikios eine verstümmelte Nase habe – bei den Byzantinern eine übliche Strafe für Verräter, was aber bei ihm nicht der Fall zu sein scheint. Nach Guibert von Nogent hatte er eine prothetische Goldnase.
Entgegen der Meinung der Kreuzfahrer über ihn beschreibt ihn Anna Komnena als „ein tapferer Kämpfer, ein Mann, der seine Sinne unter Kampfbedingungen zusammenhält“, und „ein kluger Redner und ein kraftvoller Man der Tat“. Anna erzählt auch die Geschichte, dass Alexios und Tatikios Polo spielten, als der General abgeworfen wurde und auf dem Kaiser landete. Alexios verletzte sein Knie und litt später an Gicht. Anna erwähnt nicht den Zeitpunkt dieses Vorfalls, es ist eine Nebenbemerkung in ihrem Bericht zu Alexios’ Türkenfeldzug aus dem Jahr 1110.
Es gibt keine Aussage zu Tatikios’ Geburts- oder Todesjahr. Obwohl das Amt des Magnus Primicerius üblicherweise von einem Eunuchen ausgeübt wurde, scheint Tatikios Nachkommen gehabt zu haben, die im 12. Jahrhundert eine mächtige adlige Familie waren, zu denen ein weiterer General zur Zeit des Manuel I. Komnenos sowie ein Verschwörer gegen Isaak II., Konstantin Tatikios, gehörten.

### Sekundärliteratur
- Steven Runciman: Geschichte der Kreuzzüge („History of the crusades“). 5. Aufl. Dtv, München 2006, ISBN 978-3-423-30175-6 (3 Bde. in einem Band).
- Basile Skoulatos: Les Personnages Byzantins de L’Alexiade. Analyse Prosopographique et Synthèse. Collège Erasme, Leuven 1980 (Dissertation).